# Головачёв, Семён Дмитриевич
Семён Дмитриевич Головачёв (1910—1974) — полковник Советской Армии, участник Великой Отечественной войны, лётчик-испытатель, Герой Советского Союза (1957).

## Биография
Семён Головачёв родился 15 февраля 1910 года в селе Степановка (ныне — Краматорский район Донецкой области Украины) в семье крестьянина. Окончил семь классов и профтехшколу. Был сельскохозяйственным рабочим в родном селе. В 1928 году был призван на службу в Рабоче-крестьянскую Красную Армию и по комсомольской путёвке направлен в Ленинградскую военно-теоретическую школу лётчиков. В 1930 году окончил Качинскую военную авиационную школу пилотов и военную школу морских лётчиков. Проходил службу лётчиком-истребителем ВВС Балтийского флота. В 1932-1933 гг. был командиром корабля 62-й авиаэскадрильи. В 1933-1935 гг. был командиром отряда 5-й тяжелой бомбардировочной эскадрильи, г. Едрово. В 1934 году командиром экипажа участвовал в перелете авиационной делегации по маршруту Москва — Вена — Рим и обратно. В 1935-1937 гг. - летчик-испытатель Особого технического бюро по военным изобретениям Народного Комиссариата Обороны, г. Ленинград. В 1937-1941 гг. - летчик-испытатель Научно-исследовательского института № 22, г. Ленинград. Участвовал в Великой Отечественной войне с первых её дней. В 1941-1964 гг. - летчик-испытатель, начальник летно-испытательной станции Саратовского авиационного завода. В 1964-1972 гг. - начальник летно-транспортного отряда Саратовского авиационного завода. Испытал и сдал 2879 серийных самолетов. Общий налет около 4500 часов.
Указом Президиума Верховного Совета СССР от 1 мая 1957 года за «мужество и героизм, проявленные при испытаниях реактивных самолётов» полковник Семён Головачёв был удостоен высокого звания Героя Советского Союза с вручением ордена Ленина и медали «Золотая Звезда» за номером 11142.
В 1963 году в звании полковника Головачёв был уволен в запас. Умер 21 ноября 1974 года, похоронен на Воскресенском кладбище в Саратове.
Был награждён двумя орденами Ленина, двумя орденами Красного Знамени, двумя орденами Отечественной войны 1-й степени, орденом Красной Звезды и рядом медалей.